# Seu social
La seu social és el lloc en l'espai —lloc habitual— on es gestionen i s'administren les associacions i entitats culturals. Aquest terme té rellevància en l'àmbit jurídic. És diferent del domicili social, que és el lloc on radica el centre de l'activitat d'una societat mercantil, malgrat que sovint s'usen indistintament.